# 阿里·厄兹代米尔
阿里·厄兹代米尔（土耳其語：Ali Özdemir，1920年1月1日—2009年4月22日），土耳其男子摔跤运动员。他曾代表土耳其参加世界摔跤锦标赛，获得一枚银牌。他也曾参加1948年和1952年夏季奥林匹克运动会。